# Metal Blade Records
Metal Blade Records és un segell discogràfic estatunidenc fundat per Brian Slagel el 1982. L'oficina principal es troba a Sherman Oaks (Califòrnia), tot i que també disposa d'oficines a Alemanya, Japó, Canadà i Anglaterra. El seu catàleg és distribuït internacionalment per Sony Music Entertainment però va ser distribuït per Warner Bros Records de 1988 a 1993. El 2010 Metal Blade Records es va unir a la Recording Industry Association of America.

## Història
Metal Blade Records va ser fundat per Brian Slagel, que en aquell moment era empleat en una botiga de discos a Los Angeles, com una manera d'augmentar el reconeixement dels grups de heavy metal locals. La primera publicació del segell va ser un àlbum recopilatori anomenat The New Heavy Metal Revue presents Metal Massacre, i incloïa Metallica, Ratt i Black 'n Blue.
Els artistes de Metal Blade que han aparegut a la llista Billboard 200 són The Goo Goo Dolls, Amon Amarth, Trouble, As I Lay Dying, Behemoth, The Black Dahlia Murder, Cannibal Corpse, Fates Warning (la primera que ho va aconseguir). Lizzy Borden, Anvil, Gwar, King Diamond, Job for a Cowboy, Whitechapel, Armored Saint, The Red Chord, Desterrar, Between the Buried and Me, Dirty Rotten Imbeciles, Corrosion of Conformity i Cattle Decapitation.
El 18 de gener de 2017, Metal Blade Records va ser incorporat al Hall of Heavy Metal History, i en l'acte Brian Slagel va ser presentat per Kerry King de Slayer. El 29 d'agost de 2017 BMG Rights Management va publicar The Sake of Heaviness: the History of Metal Blade Records, un llibre sobre la història de la discogràfica, escrit conjuntament per Mark Eglington i el propi Brian Slagel. El 2019, Metal Blade Records va obrir una botiga a Las Vegas que venia articles rars i descatalogats dels seus artistes.